# 揖斐川町コミュニティバス

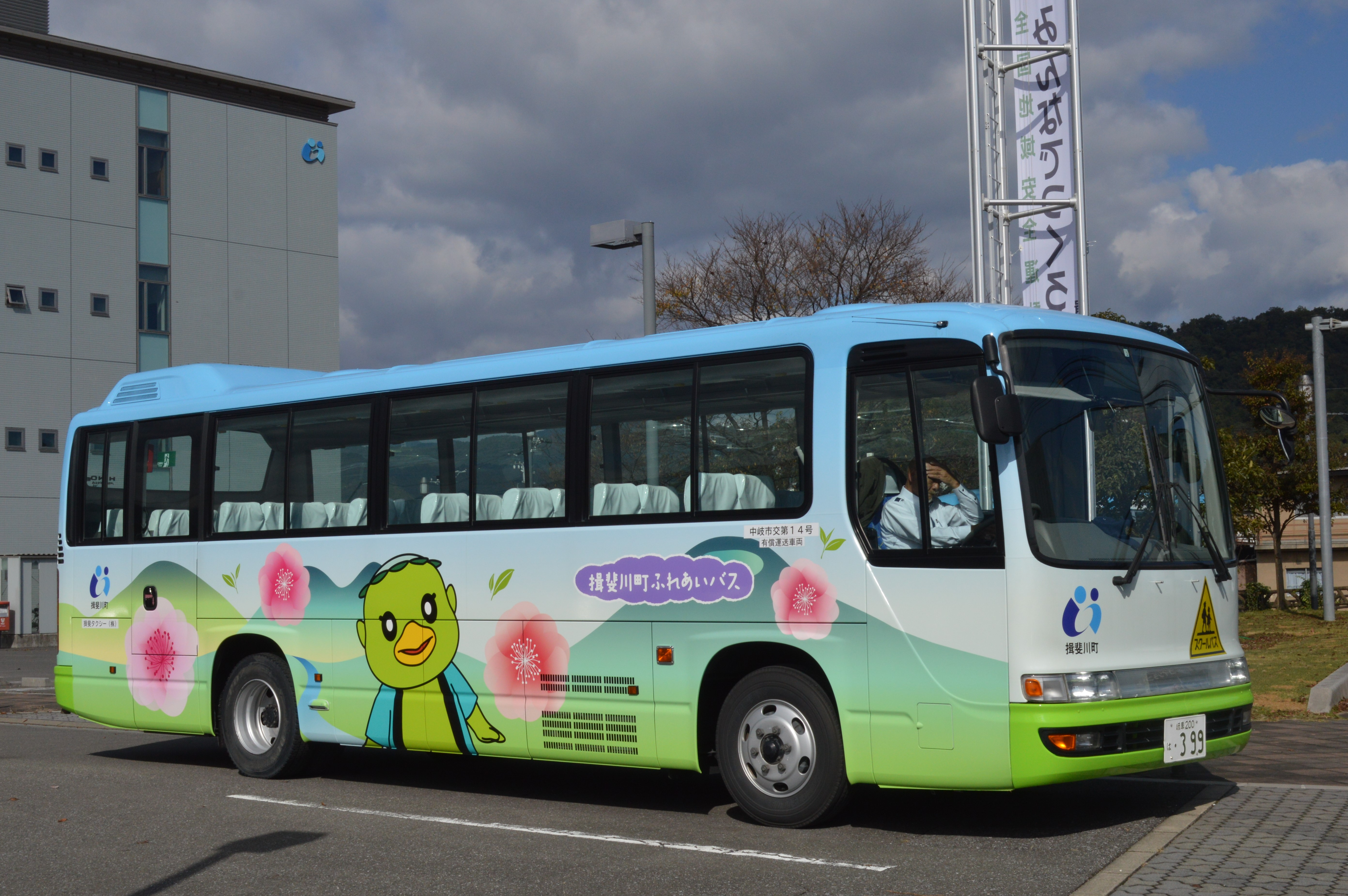
揖斐川町ふれあいバス
自家用バスによる運行（2020年10月）

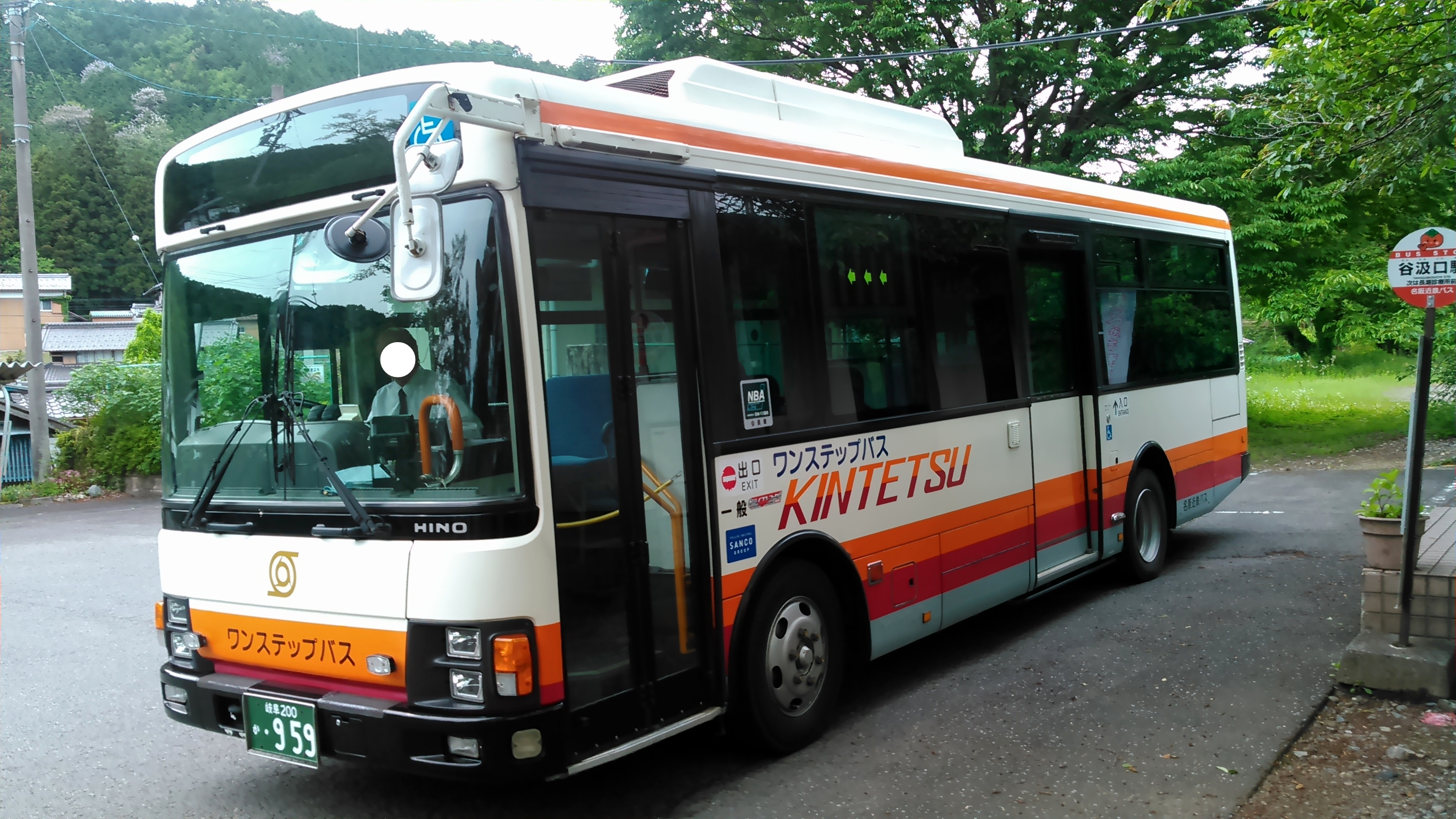
揖斐川町コミュニティバス
名阪近鉄バス時代の車両。谷汲口駅バス停留所にて（2017年5月）

揖斐川町コミュニティバス（いびがわちょうコミュニティバス）は、岐阜県揖斐郡揖斐川町が運行するコミュニティバスである。2006年（平成18年）10月1日運行開始。
当初は名阪近鉄バス（揖斐営業所）へ運行委託し「揖斐川町コミュニティバス」として運行していたが、2019年（令和元年）10月1日の再編により運行委託事業者を揖斐タクシーへ変更し「揖斐川町ふれあいバス」とデマンドバス「揖斐川町はなももバス」へ再編した。なお、揖斐川町では路線再編後も揖斐川町ふれあいバス、揖斐川町はなももバスを含めて揖斐川町コミュニティバスの名称を使用している。
本項では、名阪近鉄バス受託時代の「揖斐川町コミュニティバス」と、2019年（令和元年）の再編で運行開始した「揖斐川町ふれあいバス」および「揖斐川町はなももバス」について一括して記述する。

## 概要
揖斐川町内では名鉄揖斐線の廃止代替路線を含む名阪近鉄バスの一般路線が運行されていたが、バス利用者の著しい減少により、2000年代以降は一般路線バスの廃止が相次いだことから、町による廃止代替バスの運行が検討されていた。2006年（平成18年）に名阪近鉄バスが揖斐川町内の路線（大垣揖斐線を除く）を揖斐川町に譲渡した上で、同年10月1日より「揖斐川町コミュニティバス」が運行開始した。
名阪近鉄バス（揖斐営業所）が揖斐川町内で運行していた一般路線（春日線、揖斐川北部線、谷汲口線、横蔵線、揖斐町線、揖斐黒野線）の廃止代替バスとして運行開始。「揖斐川町コミュニティバス」への移行と同時に経路変更も行われ、揖斐黒野線に加え、揖斐川北部線・横蔵線・揖斐町線も揖斐川町役場経由に変更した。また、揖斐川北部線の近鉄揖斐駅 - 東津汲系統の一部を道の駅星のふる里ふじはしまで延伸した。
2019年（令和元年）9月30日をもって名阪近鉄バスへの運行委託を解除し、「揖斐川町コミュニティバス」を廃止。同年10月1日より委託運行先を町内に本社を置くタクシー・貸切バス事業者の揖斐タクシー株式会社に変更し、朝・夕の通勤通学時間帯に運行する「揖斐川町ふれあいバス」とデマンドバスの「揖斐川町はなももバス」に再編した。
2005年（平成17年）1月31日の合併で成立した広い町域内を運行し、町の中心駅である揖斐駅（2007年に近畿日本鉄道から養老鉄道へ移管）、揖斐川町役場や揖斐厚生病院（旧称：揖斐総合病院）、道の駅星のふる里ふじはしといった公共施設などを経由して、町内の旧町村に広がる各地域を結んでいる。

## 歴史
現在の揖斐川町にあたる地域のバスは、戦前の関西急行鉄道バス事業部（揖斐駅 - 谷汲）、揖斐川自動車（揖斐駅 - 久瀬）、市場自動車（揖斐駅 - 春日）があった。
- 1941年（昭和16年）4月5日：揖斐川町周辺のバス路線が大垣自動車（現在の名阪近鉄バス）に吸収される。
- 2004年（平成16年）11月26日：名阪近鉄バスが谷汲黒野線を廃止[2]。この時点で廃止代替バスの運行が検討されている[2]。
- 2005年（平成17年）11月30日：名阪近鉄バスが揖斐黒野線、揖斐町線を廃止[2]。この時点で翌年10月1日からコミュニティバスが運行開始予定とされている[2]。
- 2006年（平成18年）
  - 10月1日：「揖斐川町コミュニティバス」運行開始[2]。名阪近鉄バスが揖斐川町内の路線（大垣揖斐線を除く）を揖斐川町に譲渡。
  - 11月15日：名阪近鉄バスが大垣揖斐線（大垣市役所 - 大垣駅前、池田町役場 - 近鉄揖斐駅）を廃止[2]。
- 2007年（平成19年）4月1日：「揖斐川町コミュニティバス」谷汲山線、揖斐川北部線を一部延長。
- 2008年（平成20年）10月1日：「揖斐川町コミュニティバス」清水循環線、房島線（揖斐駅 - 森前）を運行開始[3]。
- 2012年（平成24年）6月1日：「揖斐川町コミュニティバス」で経路等を一部変更。春日線の野中 - 大門間を二ノ宮経由へ変更。揖斐黒野線の黒野停留所を廃止し路線名を揖斐大野線へ変更。房島線（揖斐駅 - 森前）を川口橋へ延伸[3]。
- 2013年（平成25年）1月17日：「揖斐川町コミュニティバス」各路線を平日に揖斐総合病院前（病院玄関口）へ乗り入れ開始[3]。
- 2019年（令和元年）
  - 9月30日：名阪近鉄バスへの運行委託を解除[3]「揖斐川町コミュニティバス」を廃止[4]。
  - 10月1日：運行委託先を揖斐タクシーへ変更し「揖斐川町ふれあいバス」と「揖斐川町はなももバス」に再編[3][4]。
- 2020年（令和2年）4月1日：「揖斐川町ふれあいバス」横蔵線、谷汲口線の一部便を季節運行へ変更。
- 2021年（令和3年）4月1日：「揖斐川町ふれあいバス」で実証実験として無償運行していた土日祝日便を、本格運行へ移行し有償化[3]。

## 現行路線

### 揖斐川町ふれあいバス
2019年（令和元年）10月1日運行開始。揖斐タクシーが運行受託。朝・夕の通学・通勤時間帯のみ運行。運賃は300円均一。
- 揖斐川北部線
  - 揖斐駅 - （いびがわ診療所） - 揖斐川町役場 - 本揖斐 - 地域交流センター前 - 北方平 - 東津汲 -道の駅星のふる里ふじはし  - 横山診療所  - 広瀬
- 揖斐大野線
  - 揖斐川町 - 揖斐駅 - 揖斐川町役場 - 本揖斐 - 清水 - 大野バスセンター
- 西濃厚生病院線
  - 揖斐駅 - 脛永公民館前 - 糠吹 - 西濃厚生病院
- 春日線
  - 揖斐駅 - 川合 - 美束
- 小津線（学校登校日のみ運行）
- 坂内線
- 横蔵線
- 谷汲口線（学校登校日のみ運行）
- 赤石線（学校登校日のみ運行）
- 谷汲線（月曜運行）
- 春日線（月曜運行）
- 久瀬循環線（月曜運行）
- 谷汲線（火曜運行）
- 春日線（火曜運行）
- 久瀬線（火曜運行）
- 坂内循環線（火曜運行）
- 谷汲循環線（水曜運行）
- 春日循環線（木曜運行）

### 揖斐川町はなももバス
2019年（令和元年）10月1日運行開始。揖斐タクシーが運行受託するデマンドバス。運賃は町内一律300円。
- 揖斐川地区
- 谷汲地区
- 春日地区
- 久瀬・藤橋地区
- 藤橋・坂内地区

## 過去の路線

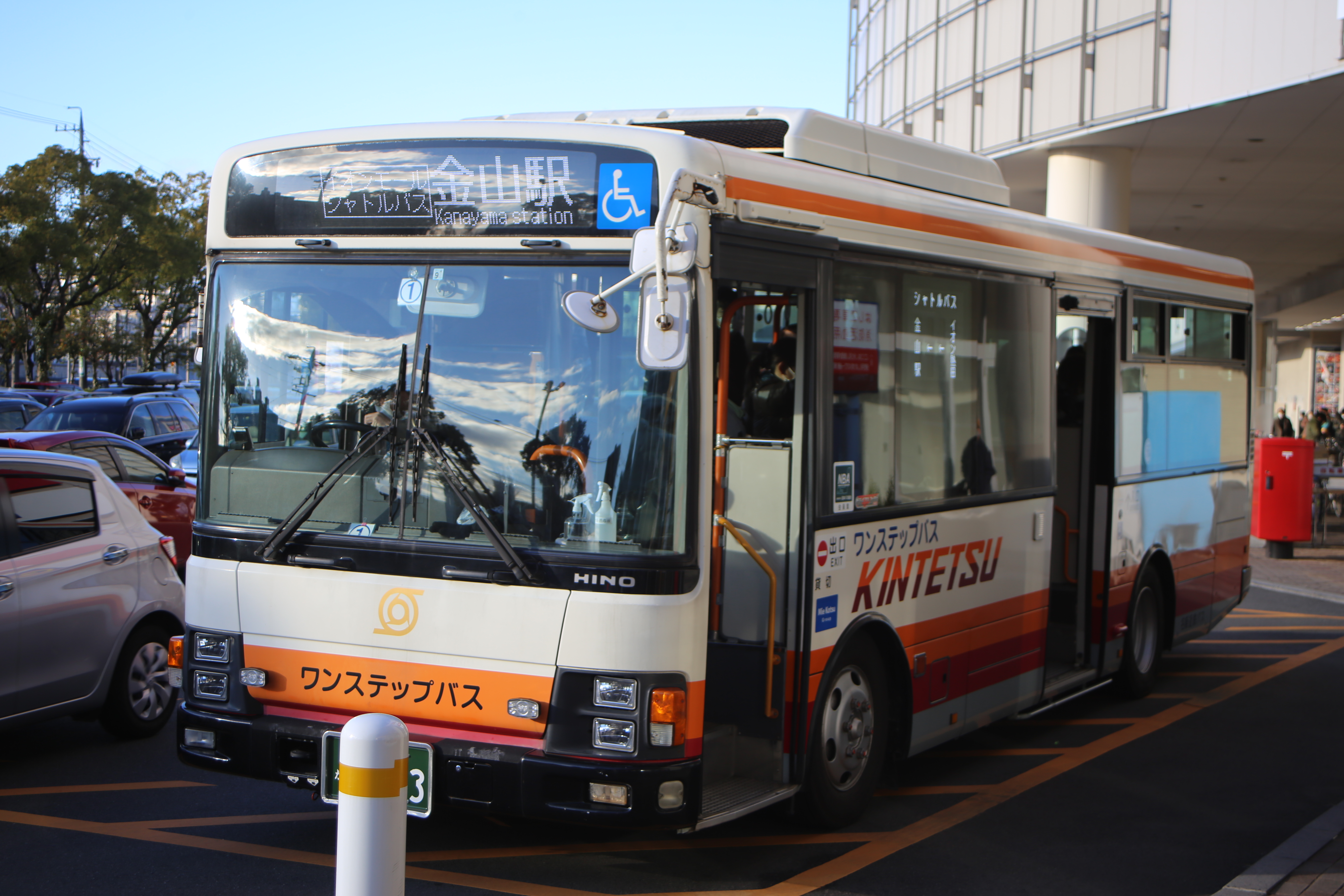
名古屋営業所へ転属した車両
イオンモール熱田シャトルバス専用車（2022年1月）

本揖斐バス停の時刻表
（名阪近鉄バス時代、2017年5月）

### 揖斐川町コミュニティバス
2006年（平成18年）10月1日から2019年（令和元年）9月30日まで運行され、名阪近鉄バス揖斐営業所が運行受託していた。2008年（平成20年）10月1日からは、清水循環線・房島線の2路線が新設された。

#### 運賃
名阪近鉄バスの一般路線から「揖斐川町コミュニティバス」への移行時に、合併前の旧町村を単位としたゾーン制運賃へ変更し、1ゾーン100円に設定した。揖斐川町ふれあいバス・はなももバスへの再編に伴いゾーン制運賃は廃止された。
- 運行エリアを揖斐川地域（旧揖斐川町）、久瀬藤橋地域（旧久瀬村・藤橋村）、春日地域（旧春日村）、坂内地域（旧坂内村）、谷汲地域（旧谷汲村）、大野町地域（揖斐郡大野町）の6ゾーンに分割。
- 運賃は大人100円・200円・300円（小学生は半額、乳幼児は無料）。同一ゾーン内は大人100円、ゾーンの境を越える場合（隣接する旧町村の境を越える場合、及び隣町にまたがる場合）は100円加算。
- 運賃半額となる障害者割引が設定されていた。

#### 路線
揖斐黒野線
- 揖斐駅 - 本揖斐 - 大野バスセンター（旧・名鉄揖斐線の廃止代替路線）

揖斐川北部線
- 揖斐駅 - 広瀬・川上・道の駅星のふる里ふじはし
- 揖斐駅 - 東津汲
- 揖斐駅 - 北方平

揖斐町線
- 揖斐駅 - 本揖斐

横蔵線
- 揖斐駅 - 横蔵
- 揖斐駅 - 谷汲山
- 谷汲山 - 横蔵

春日線
- 揖斐駅 - 美束
- 揖斐駅 - 古屋
- 揖斐駅 - 川合

谷汲山線
- 谷汲山 - 谷汲口駅・高科駅

清水循環線
- 揖斐駅 - 相田 - 清水 - 島 - 揖斐駅
  - 2008年（平成20年）10月1日運行開始。

房島線
- 揖斐駅 - 森前
  - 2008年（平成20年）10月1日運行開始。

#### 車両
車両は名阪近鉄バスが一般路線で使用していた中型車を引き継ぎ、揖斐営業所所属の日野・レインボーIIワンステップ（名阪近鉄バスカラー）を使用していた。
バス停ポールも名阪近鉄バスのものをそのまま引き継ぎ、バス車両の方向幕には行先と「コミュニティバス」の表示を併記し、バス停では時刻表のみ「揖斐川町コミュニティバス」表記となっていた。
揖斐川町コミュニティバスの廃止後、余剰となった専用車両4台が名古屋営業所へ転属し、イオンモール熱田シャトルバスの専用車両に転用されている。この転属に伴い登録番号が岐阜ナンバーから名古屋ナンバーへ変更されている。